# Argenton-les-Vallées
Argenton-les-Vallées – miejscowość i dawna gmina we Francji, w regionie Nowa Akwitania, w departamencie Deux-Sèvres. W 2013 roku liczba ludności wynosiła 1712 mieszkańców. 
W dniu 1 stycznia 2016 roku z połączenia sześciu ówczesnych gmin – Argenton-les-Vallées, Le Breuil-sous-Argenton, La Chapelle-Gaudin, La Coudre, Moutiers-sous-Argenton oraz Ulcot – utworzono nową gminę Argentonnay. Siedzibą gminy została miejscowość Argenton-les-Vallées.

## Współpraca
Miejscowość partnerska:
- Comines-Warneton, Belgia